# Schabaka
Schabaka (auch Sabakos) war der 4. Pharao (König) der kuschitischen 25. Dynastie und der erste, der auch in Ägypten residierte. Schabaka ist der Nachfolger des Schebitko. Seine Regierungszeit ist um 707/706 bis 691 v. Chr. anzusetzen. Er ist der Sohn von Kaschta und der Pabatma, Bruder der Gottesgemahlin des Amun, Amenirdis I., Vater des Hohepriesters des Amun, Haremachet, und vielleicht des Tanwetamani. Eine Gemahlin ist Mesbet.

## Regentschaft
Schabaka gelangte im fünften Regierungsjahr des Bakenrenef, etwa zehn bis elf Jahre nach Tefnachtes Regierungsantritt sowie etwa 30 bis 31 Jahre nach Pijes Herrschaftsbeginn auf den Thron. In seinem zweiten Jahr erobert Schabaka, vielleicht als Reaktion auf expansive Bestrebungen des Bakenrenef, Ägypten. Er soll nach Manetho diesen bei lebendigem Leib verbrannt haben, was allerdings stark angezweifelt wird.

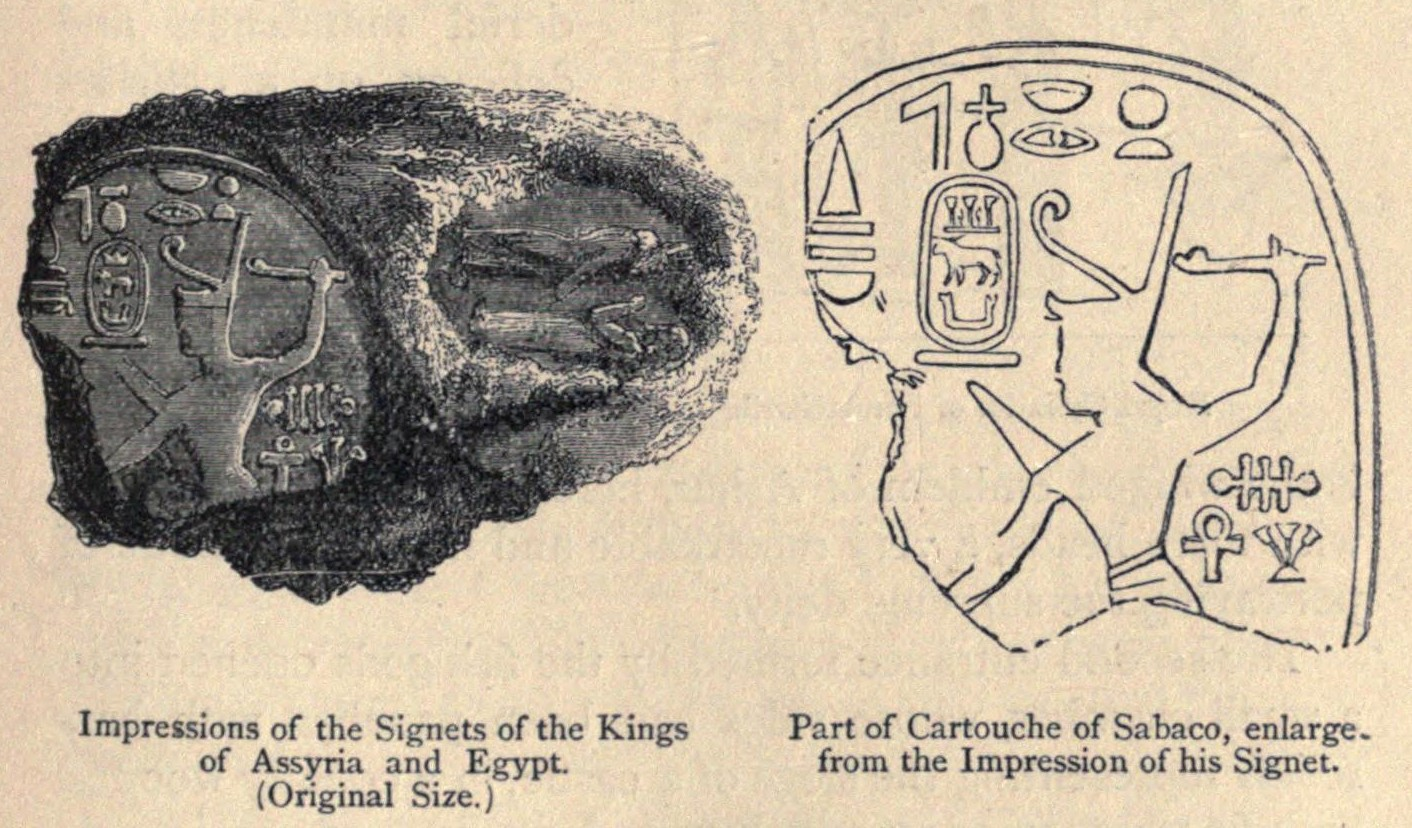
Tonbulle mit den Siegelabdrücken von Schabaka und des assyrischen Königs Sennacherib, gefunden in Niniveh.

Schabaka vollendet eine von Bakenrenef begonnene Apis-Bestattung (Inschrift in der Apisgruft aus dem zweiten Jahr). Dies markiert den Machtübergang in Memphis. Die Errichtung seiner Herrschaft ist im Einzelnen nicht rekonstruierbar. Sie ist im Delta durch Schenkungsstelen aus Pharbaithos (Jahr 2; lokaler Fürst Patjenfi (2)), Safata bei Bubastis (Jahr 3; Schabaka direkt unterstellt?), Buto (Jahr 6) und Zeugen der Bautätigkeit dokumentiert, während in Karnak ein Nilstandvermerk ebenfalls die Oberherrschaft von Schabaka im 2. Jahr ausweist. Ein Gedenkskarabäus, der nach dem Sieg ausgegeben wurde, nennt in pauschaler Weise den Sieg über die Rebellen im Norden und Süden Ägyptens und in den Fremdländern sowie die sich Schabaka unterwerfenden Beduinen (Sinai? oder Anspielung auf die Kleinfürstentümer Südpalästinas?). Der bei Manetho für Sais genannte „Äthiope“ Ammeris (prosaitische Dynastie) war wohl ein Statthalter von Schabaka im Norden.
Der älteste Beleg Schabakas datiert aus seinem 15. Regierungsjahr auf den 15. Schemu II, weshalb Rolf Krauss das Jahr 716/715 v. Chr. als letztmöglichen Regierungsbeginn (21. Novembergreg.) ermittelte.

## Titulatur
In der Wahl seiner archaischen Titulatur lässt er die Tradition wieder aufleben.
- Horus-, Nebti- und Goldname: „Der die beiden Länder segnet“
- Thronname: Nefer-ka-Re („Mit vollkommenen Ka, ein Re“)

Ein weiteres Zeichen für die Erhaltung alter Traditionen zeigt sich darin, dass er einen wichtigen Text zur ägyptischen Religion, das Denkmal memphitischer Theologie, von einem „von Würmern zerfressenen Papyrus“ auf eine Granitplatte übertragen lässt. Der Text stammt vermutlich aus der 18. oder 19. Dynastie, könnte aber auch eine politische Propaganda von Schabaka selbst sein. Darüber sind sich die Experten nicht ganz einig.
Schabaka vermied jegliche Konfrontation mit dem assyrischen Reich unter Scharrukin (Sargon II.), der mittlerweile den syrisch-palästinensischen Raum kontrollierte. König Iamani von Aschdod erhob sich, vielleicht mit Hilfe von Osorkon IV., gegen Sargon. Iamani hatte selbst seinen Vorgänger Achimeti gestürzt. Dieser war ein Anhänger von Assyrien. Nachdem Aschdod und andere Städte von Sargon erobert worden waren, flüchtete Iamani nach Ägypten, wurde aber von Schabaka an Assyrien ausgeliefert.

## Bau- und Kultpolitik
In Bubastis der Griff eines Sistrums; in Athribis ein Türsturz; in Sais zwei Stelen und dazu die Stelen aus dem Flussdelta; in Memphis und Sakkara u. a. eine [oder mehrere] Kapelle, ein zweites Apisbegräbnis seiner Regierung im 14. Jahr, Stele, Statuetten und kleinere Objekte; in der Oase Bahariyya ein Block; in Abydos Grab oder Kenotaph der Tochter von Schabaka; in Dendera Umfassungsmauer und Denkmäler aus Gold und Silber nach der Stele des Baumeisters Paudenhor; in Medamud eine Säulenhalle, in Medinet Habu ein Pylon des kleinen Tempels; in Karnak die Restaurierung des 4. Pylons und Vorbau, Dekoration im Ptah-Tempel, Erneuerung des „Schatzhauses“ im Norden der Festhalle von Thutmosis III. und Arbeit an einem „Goldhaus“ (Säulenbau nördlich des 3. Pylons), Weihung (mit Amenirdis) einer Kapelle des Osiris-Herrn-des-Lebens, Vorgängerbau des Gebäudes von Taharqa am Heiligen See; in Luxor Reliefs und Säulenvorhalle; in Wadi Hammamat eine Inschrift aus dem 12. Jahr und in Esna ein Naos. In Unternubien (auch nicht in Elephantine) ist Schabaka nicht bezeugt. Dafür finden sich Zeugnisse im Sudan wie Arbeiten am Tempel von Kawa (Säule mit Weihung an Anukis); Kleinfunde, u. a. Zeremonialstempel aus dem Becken von Dongola.

## Sein Grab
Schabaka wurde in einer Pyramide in El-Kurru im Sudan bestattet. Von der Grabausstattung sind Reste erhalten. Außerdem wurde, wie schon bei Pije, das Grab seiner Pferde gefunden. Seine Königsplastik ist ebenfalls sehr gut erhalten.
Das Andenken an Schabaka und der anderen Pharaonen der kuschitischen Dynastie wird später von Psammetich II. verfolgt.